# Ali Boumnijel
Ne doit pas être confondu avec Ali Boumendjel.
Ali Boumnijel (arabe : علي بومنيجل), né le 13 avril 1966 à Menzel Jemil, est un footballeur tunisien actif de 1988 à 2007.
Il joue au poste de gardien de but avec l'équipe de Tunisie et évolue dans les championnats français et tunisien.
En 2007, il décide de prendre sa retraite après s'être retrouvé éloigné de la liste retenue par le nouvel entraîneur Abdelhak Benchikha qui venait d'arriver au Club africain.

## Biographie

### En club
Il commence sa carrière à Saint-Maurice-sur-Moselle puis au CS Le Thillot avec qui il évolue en DHR (6e échelon du football français de l'époque). Il rejoint ensuite le FC Gueugnon alors qu'il est encore étudiant. À la suite d'un essai avec le club, il intègre le groupe professionnel après avoir obtenu son BTS. Lors de la reprise du club par Tony Vairelles, il est contacté pour devenir entraîneur des gardiens-joueur, mais il s'était déjà engagé avec l'équipe de Tunisie des moins de 20 ans.
Durant la saison 1991-1992, il est prêté à l'AS Nancy-Lorraine pour suivre son entraîneur Marcel Husson mais, à la fin de la saison, l'AS Nancy-Lorraine n'a pas levé l'option d'achat et il revient à Gueugnon. Malgré une fracture de l'os scaphoïde qui le coupe des terrains pendant une demi-saison, il dispute son premier match en Division 1 le 20 octobre 1991 contre l'AJ Auxerre.
Durant l'été 1997, il doit signer un contrat avec West Ham mais, à la suite de problèmes financiers, le transfert capote. Il atterrit donc au SC Bastia où il rentre en concurrence avec Éric Durand puis à partir de 2001 avec Nicolas Penneteau. Sous les ordres de Robert Nouzaret, lui et le Sporting Club atteignent la finale de la Coupe de France 2002 qu'ils perdent face au FC Lorient. Ce match reste son pire souvenir en tant que joueur du fait de la manière dont son équipe a joué cette finale mais aussi à cause La Marseillaise sifflée au début du match, entraînant le départ de Jacques Chirac de la tribune présidentielle. Ne rentrant plus dans les plans du nouvel entraîneur Gérard Gili, il quitte le club en 2003 alors qu'il compte finir sa carrière à Bastia.
Il s'engage en juillet avec le FC Rouen par l'intermédiaire de Philippe Montanier, à l'époque entraîneur des gardiens du club. Il y joue une saison seulement avant de retourner dans son pays natal et de s'engager avec le Club africain. Il arrête sa carrière en 2007, à l'âge de 42 ans, alors qu'il compte signer un nouveau contrat ; les dirigeants du club ont cependant préféré l'écarter. Il reçoit cependant des propositions de clubs tels que l'Étoile sportive du Sahel pour se lancer dans le tourisme, avant que la Fédération tunisienne de football ne lui propose le poste d'entraîneur de l'équipe de Tunisie des moins de 20 ans.
En octobre 2009, il est nommé sélectionneur de l'équipe de Tunisie des moins de 20 ans puis entraîneur adjoint de l'équipe de Tunisie olympique en 2011. Entraîneur adjoint du club d'Umm-Salal SC (Qatar) un an plus tard, il devient en 2014 entraîneur adjoint de l'équipe de Chine. En 2017, il intègre le staff technique de l'Étoile sportive du Sahel.

### En équipe nationale
Il honore sa première sélection avec l'équipe de Tunisie en novembre 1991, à l'occasion d'un match contre la Côte d'Ivoire, mais la concurrence avec Chokri El Ouaer — le joueur le plus titré de l'histoire de la Tunisie — le relègue souvent sur le banc de touche.
Boumnijel participe à la coupe du monde 2006 avec l'équipe nationale. Auparavant, il avait participé aux coupes du monde 1998 et 2002, ainsi qu'à la Coupe d'Afrique des nations 2004.
À 40 ans, Boumnijel devient, lors de la coupe du monde 2006, le cinquième joueur le plus âgé à disputer une phase finale de coupe du monde. Il dispute tous les matchs de la sélection dans les qualifications pour la Coupe d'Afrique des nations 2008 mais n'est pas convoqué pour le match amical qui oppose la Tunisie à la Guinée et qui voit la première titularisation et convocation du jeune gardien de but Arbi Mejri. Dès lors, il ne retrouve plus sa place dans la sélection et décide de mettre un terme à sa carrière.

## Statistiques
| Saison                | Club                     | Championnat           | Championnat | Championnat | Coupe nationale | Coupe nationale | Coupe de la Ligue | Coupe de la Ligue | Compétition(s) continentale(s) | Compétition(s) continentale(s) | Compétition(s) continentale(s) | Tunisie | Tunisie | Total | Total |
| Saison                | Club                     | Division              | M.          | B.          | M.              | B.              | M.                | B.                | Comp.                          | M.                             | B.                             | M.      | B.      | M.    | B.    |
| 1991-1992             | AS Nancy-Lorraine (prêt) | Division 1            | 7           | 0           | -               | -               | -                 | -                 | -                              | -                              | -                              | 3       | 0       | 10    | 0     |
| Sous-total            | Sous-total               | Sous-total            | 7           | 0           | -               | -               | -                 | -                 | -                              | -                              | -                              | 3       | 0       | 10    | 0     |
| 1992-1993             | FC Gueugnon              | Division 2            | 30          | 0           | 2               | 0               | -                 | -                 | -                              | -                              | -                              | -       | -       | 32    | 0     |
| 1993-1994             | FC Gueugnon              | Division 2            | 40          | 0           | -               | -               | -                 | -                 | -                              | -                              | -                              | -       | -       | 40    | 0     |
| 1994-1995             | FC Gueugnon              | Division 2            | 41          | 0           | -               | -               | 1                 | 0                 | -                              | -                              | -                              | -       | -       | 42    | 0     |
| 1995-1996             | FC Gueugnon              | Division 1            | 37          | 0           | 1               | 0               | 1                 | 0                 | -                              | -                              | -                              | -       | -       | 39    | 0     |
| 1996-1997             | FC Gueugnon              | Division 2            | 18          | 0           | 3               | 0               | -                 | -                 | -                              | -                              | -                              | 2       | 0       | 23    | 0     |
| Sous-total            | Sous-total               | Sous-total            | 166         | 0           | 6               | 0               | 2                 | 0                 | -                              | -                              | -                              | 2       | 0       | 176   | 0     |
| 1997-1998             | SC Bastia                | Division 1            | -           | -           | -               | -               | -                 | -                 | -                              | -                              | -                              | 5       | 0       | 5     | 0     |
| 1998-1999             | SC Bastia                | Division 1            | 5           | 0           | -               | -               | -                 | -                 | -                              | -                              | -                              | -       | -       | 5     | 0     |
| 1999-2000             | SC Bastia                | Division 1            | 1           | 0           | -               | -               | -                 | -                 | -                              | -                              | -                              | -       | -       | 1     | 0     |
| 2000-2001             | SC Bastia                | Division 1            | 1           | 0           | -               | -               | -                 | -                 | -                              | -                              | -                              | -       | -       | 1     | 0     |
| 2001-2002             | SC Bastia                | Division 1            | 4           | 0           | -               | -               | 1                 | 0                 | CI                             | 1                              | 0                              | 3       | 0       | 9     | 0     |
| 2002-2003             | SC Bastia                | Ligue 1               | 5           | 0           | -               | -               | -                 | -                 | -                              | -                              | -                              | 5       | 0       | 10    | 0     |
| Sous-total            | Sous-total               | Sous-total            | 16          | 0           | -               | -               | 1                 | 0                 | -                              | 1                              | 0                              | 13      | 0       | 31    | 0     |
| 2003-2004             | FC Rouen                 | Ligue 2               | 24          | 0           | -               | -               | -                 | -                 | -                              | -                              | -                              | 10      | 0       | 34    | 0     |
| Sous-total            | Sous-total               | Sous-total            | 24          | 0           | -               | -               | -                 | -                 | -                              | -                              | -                              | 10      | 0       | 34    | 0     |
| 2004-2005             | Club africain            | Ligue I               | -           | -           | -               | -               | -                 | -                 | -                              | -                              | -                              | 5       | 0       | 5     | 0     |
| 2005-2006             | Club africain            | Ligue I               | -           | -           | -               | -               | -                 | -                 | -                              | -                              | -                              | 10      | 0       | 10    | 0     |
| 2006-2007             | Club africain            | Ligue I               | -           | -           | -               | -               | -                 | -                 | -                              | -                              | -                              | 2       | 0       | 2     | 0     |
| Sous-total            | Sous-total               | Sous-total            | -           | -           | -               | -               | -                 | -                 | -                              | -                              | -                              | 17      | 0       | 17    | 0     |
| Total sur la carrière | Total sur la carrière    | Total sur la carrière | 213         | 0           | 13              | 2               | 19                | 1                 | -                              | 1                              | 0                              | 42      | 0       | 288   | 3     |

## Palmarès

### En club
| - SC Bastia - Coupe de France - Finaliste (1) : 2002 |  | - Club africain - Coupe de Tunisie - Finaliste (1) : 2006 |

### En sélection
- Tunisie
  - Coupe d'Afrique des nations de football
    - Vainqueur (1) : 2004